# Everything Comes to Him Who Waits
Everything Comes to Him Who Waits è un cortometraggio muto del 1912 diretto da C.J. Williams.

## Produzione
Il film fu prodotto dalla Edison Company.

## Distribuzione
Distribuito dalla General Film Company, il film - un cortometraggio di 200 metr - uscì nelle sale cinematografiche statunitensi il 21 febbraio 1912. Nelle proiezioni, veniva programmato con il sistema dello split reel, accorpato in un'unica bobina con un altro cortometraggio prodotto dalla Edison, il documentario One Thousand Miles Through the Rockies.